# SC Austria Lustenau
SC Austria Lustenau este un club de fotbal din Lustenau, fondat în 1914, care evoluează în Prima Ligă. Echipa își desfășoară meciurile pe Reichshofstadion.